# Curso livre

O curso livre é todo curso que não é regido por regulamentação específica. São exemplos os de nível básico de informática, línguas, segurança, etc.; isso além de outros tipos de estudo - p. ex. em instituto oficial - para aproveitamento/reconhecimento de créditos em programas oficiais, até a nível doutoral e afins (como visto abaixo).

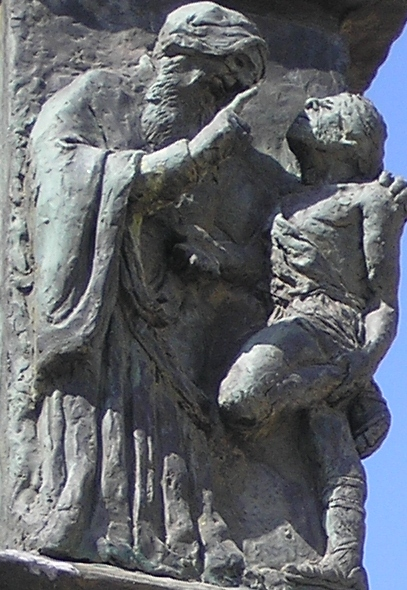
Doutor da Lei em Jerusalém no tempo do Rei Herodes: Hilel, o Ancião, em O ensinamento de Hillel, Menorá do Knesset, por Benno Elkan, 1956.

## Mestrado e DoutoradoInterna CorporisConfessionais e Outros
A formação em um curso livre se dá como já vimos acima ou, p. ex., também em estudos de mestrado/doutorado confessionais - com base bíblica (para além dos Doutores da Lei e Mestres), como a de Ef. 4:11, e/ou eclesiástica -, sem necessidade de reconhecimento civil/oficial, mas com reconhecimento interno à corporação, ou Intra(-)Corpus / Interna Corporis; este último como oficialmente citado até em regulamento não-confessional ("DISPOSIÇÕES TRANSITÓRIAS Artigo 1º - [...] Doutorado Interna Corporis [...]" - P.10 / PPG Filosofia-UNESP FFC/Marília), em histórico de análise de programa não-confessional ("[...] mestrado e doutorado interna corporis [...]" - UNESP) e expresso por um juiz em outro caso (também não-confessional/UNESP), com publicação divulgada pelo Senado Federal, onde garantiu que " "Os títulos valem dentro da Unesp, é um doutorado interna corporis" [...] "Se o professor quiser seguir carreira em outra instituição, não vai conseguir." " (g.n.; texto em: O Estado de S. Paulo, seção "Vida&", 15/07/08, P.A16 / CAFARDO, Renata) - ver também, dentre outras, a RESOLUÇÃO UNESP Nº 09 de 04/02/97 (sobre: "[...] funcionamento "interna corporis" [...] em níveis de Mestrado e Doutorado, [...]"). Há a ocorrência oficial também de outros casos citados como interna corporis (não necessariamente não-confessionais), assim como o exposto na RESOLUÇÃO DO CONSELHO SUPERIOR Nº 55/2012 (24/09/12) e pela Advocacia-Geral da União.